# Sjur Lindebrække
Sjur Lindebrække, né le 6 avril 1909 à Voss et mort le 1er octobre 1998 à Bergen, est un banquier, un homme politique norvégien du Parti conservateur, député et président du parti.

## Biographie
Il est député au Storting de 1945 à 1953.
De 1962 à 1970, il est le président du Parti conservateur.
Il fait partie, de 1976 à 1981, du Comité Nobel norvégien.

## Distinctions
- Chevalier de 1re classe de l'ordre de Saint-Olaf